# Йёргенсен, Йёрн
Йёрн Йёргенсен (дат. Jørn Jørgensen) — датский кёрлингист.
В составе мужской сборной Дании участник чемпионата мира 1976 (заняли десятое место). Чемпион Дании среди мужчин.
Играл на позиции первого.

## Достижения
- Чемпионат Дании по кёрлингу среди мужчин: золото (1976).

## Команды
| Сезон   | Четвёртый  | Третий    | Второй            | Первый         | Турниры                       |
| ------- | ---------- | --------- | ----------------- | -------------- | ----------------------------- |
| 1975—76 | Оле Ларсен | Йёрн Блак | Фредди Бартельсен | Йёрн Йёргенсен | ЧДМ 1976 · ЧМ 1976 (10 место) |

(скипы выделены полужирным шрифтом)